# A 'Model' Wife
A 'Model' Wife è un cortometraggio muto del 1915 diretto da Wilfrid North.

## Produzione
Il film fu prodotto dalla Vitagraph Company of America.

## Distribuzione
Distribuito dalla General Film Company, il film - un cortometraggio in due bobine - uscì nelle sale cinematografiche statunitensi il 27 novembre 1915.